# نامه عاشقانه (فیلم ۱۹۵۳)
نامه عاشقانه (انگلیسی: Love Letter) فیلمی به کارگردانی کینویو تاناکا است که در سال ۳۰ منتشر شد. از بازیگران آن می‌توان به کینویو تاناکا اشاره کرد.